# Droit de représentation
 (juillet 2024).
Si vous disposez d'ouvrages ou d'articles de référence ou si vous connaissez des sites web de qualité traitant du thème abordé ici, merci de compléter l'article en donnant les références utiles à sa vérifiabilité et en les liant à la section « Notes et références ».
Pour le droit de représentation en propriété intellectuelle, voir Droit_d'auteur#Droits_patrimoniaux.
L'expression droit de représentation désigne deux processus juridiques concernant les successions : 
- la représentation d'un héritier décédé par ses descendants, étant donné qu'il aurait participé à la succession s'il avait encore été en vie ; cette pratique concerne les successions familiales actuelles en France, mais pouvait aussi être utilisée autrefois dans les successions princières ;
- dans le cas particulier du droit des fiefs (droit féodal), la représentation d'une héritière vivante par son époux : en l'absence d'un fils, le fief peut être transmis à une fille du défunt, bien que, d'une façon générale, les femmes ne soient pas en mesure d'assumer l'obligation féodale fondamentale, qui est de faire la guerre au service du seigneur, dans la mesure où elle peut être représentée par son époux (cette pratique entraînant cependant un changement de dynastie).

## Représentation d'un héritier défunt par ses descendants
Quand les successions ne sont pas déterminées intégralement par un testament du défunt (notamment dans le Code civil français, qui limite fortement le droit de testament, contrairement au droit anglo-saxon) ou par un droit d'aînesse strict, un partage a lieu selon les modalités prévues par la loi  : en France, s'il y a trois héritiers légaux, l'héritage légal est partagé en trois parts égales (il existe aussi des systèmes où les parts légalement définies ne sont pas égales). Si un de ces héritiers est décédé, mais laisse des enfants, ceux-ci reçoivent le tiers qui lui revient.

## La succession au trône de France

### Refus de la succession des femmes (1328)
Sous les Capétiens directs à partir de Hugues Capet, qui devient roi en 987, la succession royale a lieu de fait de père en fils (aîné) sans discontinuité jusqu'à la mort du fils de Philippe le Bel, Louis X en 1316. Lui succède un fils né posthume qui meurt au bout de cinq jours (Jean Ier). La succession passe alors au frère de Louis X, Philippe V, puis, à sa mort sans enfant à un autre frère, Charles IV, qui meurt sans enfant en 1328. La lignée mâle des Capétiens directs est alors éteinte.
Le débat qui s'ensuit aboutit à la conclusion qu'on ne peut pas confier la succession à une descendante de Philippe le Bel, notamment parce que la première candidate, Isabelle de France, fille de Philippe le Bel, est la mère du roi d'Angleterre Édouard III. La succession revient donc à un cousin, descendant de Philippe III, Philippe de Valois, qui devient Philippe VI. Il y a un changement de dynastie, mais il s'agit d'une dynastie française, très proche de la lignée directe.
Ce choix est contesté par Édouard III. Mais, malgré les événements (guerre de Cent Ans), la règle de la succession masculine en ligne aînée s'impose définitivement, au nom de la « loi salique » (en réalité, la loi salique historique n'évoquait pas la succession royale chez les Francs), malgré la tentative du roi d'Angleterre Henri V en 1420 (traité de Troyes) pour évincer le dauphin Charles de la succession.
La dynastie des Valois initiée par Philippe VI dure jusqu'en 1589 (Henri III) ; en vertu de la « loi salique », la succession revient alors à la maison de Bourbon, issue d'un fils de Louis IX, en l'occurrence au roi de Navarre Henri III, qui devient roi de France sous le nom d'Henri IV. La transmission est difficile dans le contexte des guerres de Religion, étant donné qu'Henri IV était auparavant le chef du parti protestant, mais il finit par l'emporter militairement (1598).

### Le système de la loi salique
Dans le système instauré par la loi salique, lorsqu'un roi de France meurt, la succession revient à son fils aîné. Si celui-ci est mort avant son père en laissant un ou des fils, la succession revient à l'aîné de ces fils (petit-fils aîné du défunt), qui a priorité sur les frères du défunt (malgré la différence d'âge), et ainsi de suite. Si le fils aîné est mort sans fils, la succession revient à son frère cadet, dans les mêmes conditions. 
Dans ce système, on classe les enfants de la maison royale comme « fils de France » ou comme « princes du sang » ; à chaque fois qu'un nouveau roi monte sur le trône sans avoir encore de fils, il a un héritier présomptif, fils de France ou prince du sang, qui peut lui succéder en cas de décès (par exemple, lorsque Charles VIII accède au trône en 1483, l'héritier présomptif est un cousin, Louis II d'Orléans, premier prince du sang ; à la mort de Charles VIII en 1498, Louis II d'Orléans devient Louis XII). 

### Représentation de l'héritier décédé par son fils aîné
Le cas le plus remarquable est celui de Louis XV, qui succède à Louis XIV en 1715, alors qu'il en est l'arrière-petit-fils : il représente donc deux dauphins successifs morts avant Louis XIV : son fils aîné, Louis de France (1661-1711), dit le Grand Dauphin, et son petit-fils aîné, Louis de France (1682-1712), duc de Bourgogne.

## La succession au trône ducal de Bretagne
En Bretagne, une femme avait des droits à la succession ducale et transmettre ces droits ; mais elle ne prenait pas forcément le duché en main, c'est son époux qui le faisait : il la représentait. 
C'est notamment le cas de Constance de Bretagne (1161-1201), fille du duc Conan IV, représentée par son premier époux, le duc jure uxoris (du chef de son épouse)  Geoffroy Plantagenêt, puis par son troisième époux le baillistre-duc jure uxoris Guy de Thouars (en revanche, son deuxième époux n'a pas bénéficié du droit de la représenter). 
C'est aussi le cas de sa fille Alix de Thouars (1200-1221), qui succède à Arthur Ier, assassiné par Jean sans Terre en 1203. Elle est mariée en 1213 à Pierre de Dreux (dit Pierre Mauclerc), de sang royal capétien et proche du roi Philippe Auguste. Pierre de Dreux, nommé « baillistre de Bretaigne », représente sa femme et initie une nouvelle dynastie ducale bretonne. 

## Le cas de la reine Victoria
En Grande-Bretagne, Victoria devient reine en 1837 en succédant à son oncle Guillaume IV, par représentation (première acception) de son père Édouard-Auguste de Kent, frère cadet de Guillaume, prédécédé dès 1820.

## Cas de la Flandre
Le principe antinomique de la représentation est la non-représentation, pratiquée dans la Flandre médiévale, par rapport opposition à la coutume du Maine. 
- Ce fut notamment le cas avec Béatrix de Gavre, dame de Gavre. Par elle, le titre de sire de Gavre fut réservé selon la coutume familiale au premier héritier présomptif survivant du chef de la Maison de Laval. Car Béatrix de Gavre avait incorporé aux domaines de son époux Guy IX de Laval, un vaste territoire situé en Flandre, Gavre et ses dépendances. Cet héritage lui était venu grâce à une disposition de la coutume de Flandre absolument contraire à ce qui était réglé par la coutume du Maine, et qui avait l'inconvénient de compromettre singulièrement les intérêts de la postérité des aînés. La transmission des héritages avait lieu en Flandre sans admettre le droit de représentation. C'est ainsi qu'en 1300, lors du décès de Rasse VIII de Gavre, il se trouva que par le prédécès de son fils unique, appelé Rasse lui aussi ou Gauthier, le défunt ne laissait qu'une seule héritière au premier degré : Béatrix, dont les droits de fille survivante annulaient ceux de ses neveux, dont le père était mort et au nom duquel ils ne pouvaient pas intervenir par représentation dans ladite succession. Béatrix devint donc dame de Gavre, et après elle ses descendants de la famille de Laval, en acceptant d'ailleurs, à défaut d'homme, les droits des femmes : ainsi Anne succéda à son père Guy XII en 1412, mais fut représentée par son mari Guy XIII de Laval-Montfort. En 1501, contrairement au comté de Laval qui suivait la coutume du Maine et admettait donc la représentation, la succession de Gavre n'alla pas à Guy XVI de Laval, neveu de Guy XV, mais passa à François de Laval-Montafilan-Châteaubriant, demi-frère puîné de Guy XV : car le père de Guy XVI, Jean de La Roche-Bernard, frère cadet de Guy XV et demi-frère aîné de François, était prédécédé dès 1476.
- Le cas sans doute le plus célèbre de non-représentation est celui de la succession d'Artois en 1302 (le comté d'Artois est le bout méridional du comté de Flandre, venu à la France en dot d'Isabelle de Hainaut-Flandre, la femme de Philippe Auguste : la coutume de Flandre s'y applique donc ; c'est un des ressorts des fameux Rois maudits  : à Robert II succède en 1302 sa fille Mahaut et non son petit-fils Robert (III) car le père de ce dernier, Philippe, frère de Mahaut, est prédécédé dès 1298.